# Haemophilus ducreyi
Хемофилус дукреи  (лат. Haemophilus ducreyi) је врста грам негативних бактерија из рода хемофилус (Haemophilus  ), која изазива полно преносиву болест - меки чир, распрострањену у земљама у развоју широм света. Болест почиње као еритематозна папуларна лезија слична акни на гениталијама, које се временом претвара  у чиреве са гнојном и сукрвичавом секрецијом  некротичном базом и неравним ивицама.  У скорије време, такође је откривено да изазива хроничне улцерације на кожи далеко од гениталија, инфицира децу и одрасле и понаша се на начин који опонаша тропску фрамбезију, са којом су се  ови сојеви недавно разишли.
Хемофилус дукреи се може узгајати на чоколадном агару . Најбоље се лечи макролидом, нпр. азитромицином, и цефалоспорином треће генерације, на пример цефтриаксоном.  

## Епидемиологија
Хемофилус дукреи се некада често виђао у клиникама за полно преносиве болести (СТД) широм Африке, Азије и Латинске Америке, где је његова учесталост премашивала ону код свих других  гениталних улкуса заједно. Међутим, од 2000. године са широко распрострањеном употребом синдромских приступа у лечењу бактеријских полно преносивих болести, број случајева хемофилус дукреи је брзо опао, као значајан узрок гениталних чирева и највероватније је елиминисан у неким деловима источне и јужне Африке.
Преваленција хемофилус дукреи међу пацијентима са гениталним улкусима у подсахарској Африци опала је са >60% 1970-их на <15% између 2001. и 2005. 2005. и 2010. године. У Северној Америци и Европи, шанкроид је био релативно ретка полно преносива болест, са изузетком краткотрајног пораста преваленције који се десио од 1975. до 1995. у вези са преношењем болести од стране сексуалних радница.
Први пут је хемофилус дукреи описан 1989. године као узрок хроничног улкуса доњих екстремитета код одраслих мушкарца.  Иако је до недавно у литератури наведено само неколико случајева несексуално преносивих хроничних чирева коже узрокованих хемофилусом дукреи .  Током 2005. године, хемофилус дукреи је идентификован као узрочник хроничних чирева на кожи код деце која живе у ендемским областима јужног Пацифика.  Случајеви пријављени из истраживања хроничних чирева коже код деце спроведених 2013. године у Папуи Новој Гвинеји и Соломоновим Острвима описују несексуално преносиви облик хроничног чира доњих екстремитета који је сличан по клиничком изгледу гениталном чиру без изражене регионалне лимфаденопатије или формирања бубона, који реагује на стандардну антимикробну терапију која се користи за лечење хемофилус дукреи.

## Патогенеза
Хемофилус дукреи је опортунистички микроорганизам који инфицира свог домаћина путем пукотина (раница) на кожи или епидерму. Упала се тада дешава јер је подручје примарне инфекције преплављено лимфоцитима, макрофагима и гранулоцитима. Ово пиогено запаљење потом изазива регионални лимфаденитис у шанкроиду полно преносиву болест - меки чир. 

## Дијагноза
Како овај захтевни грам-негативни кокобацил умире брзо изван људског домаћина, то отежава његово тестирање у култури, и  захтева брзо транспортовати узорак у случају сумње на меки чир.
Микроскопија је корисна ако је присутан велики број организама који показују карактеристичне грам-негативне кокобацили у ланчаном распореду, микроскопија има ограничене вредности због ниске осетљивости (5% до 63%) и специфичност (51% до 99%).
Директно имунофлуоресцентно тестирање материјала улкуса  тестом за детекцију антигена коришћењем ЛОС-специфичног моноклонског антитела и адаптације лимулуса тестом амебоцита, осетљивост и специфичност ових метода детекције антигена су 89% до 100% и 63% до 81%. Међутим, реагенси за ове две антигенске методе детекције нису комерцијално доступне. Узорци улкуса за ДФА се могу сакупљати, сушити на ваздуху и фиксирати док се не идентификује референтна лабораторија за извођење ДФА.
Иако се детекција антигена, серологија и методе генетске амплификације понекад користе за дијагностиковање инфекција хемофилус дукреи, генетски тестови имају већу осетљивост, они нису широко доступни, тако да се културе ткива тренутно сматрају тестом „ златног стандарда“. 
Како ова инфекција гениталије није уобичајена у многим земљама света, стога ова инфекција често може бити погрешно дијагностикована.

## Терапија
Као терапија прве линије користи се једа од следеће четири опције : 
- азитромицин 1 г орално у једној дози,

- цефтриаксон 250 мг интрамускуларно у једној дози,

- ципрофлоксацин 500 мг орално 2 пута дневно током 3 дана

- еритромицина 500 мг орално 3 пута дневно током 7 дана. [12]